# Rally Cataluña de 2022
El Rally Cataluña de 2022, oficialmente 57. RallyRACC Catalunya - Costa Daurada, fue la quincuagésima séptima edición y la duodécima ronda de la temporada 2022 del Campeonato Mundial de Rally. Se celebró del 20 al 23 de octubre y contó con un itinerario de diecisiete tramos sobre asfalto que sumaban un total de 280,46 km cronometrados. Fue también la undécima ronda de los campeonatos WRC2 y WRC 3. 
Mientras que para el ERC fue la octava y última ronda de la temporada 2022 del Campeonato de Europa de Rally. Se celebró del 21 al 22 de octubre y contó con un itinerario de quince tramos sobre asfalto que sumaban un total de 237,67 km cronometrados.
Este rally será histórico ya que por primera vez en su historia el Campeonato Mundial de Rally y el Campeonato de Europa de Rally compartiran evento. El que ambos campeonatos están bajo el paraguas de WRC Promoter, hizo posible este hecho. El WRC disputará su duodécima y penúltima ronda, mientras que el ERC disputará su octava y última fecha. A diferencia de su versión mundialista, el Campeonato de Europa disputará solamente las etapas del viernes y el sábado, respetando así la longitud habitual de los eventos del ERC.

## Lista de inscritos

### Campeonato Mundial de Rally
| Num.                       | Piloto                      | Copiloto                   | Automóvil              | Equipo                      | Neu. |
| -------------------------- | --------------------------- | -------------------------- | ---------------------- | --------------------------- | ---- |
| 1                          | Sébastien Ogier             | Benjamin Veillas           | Toyota GR Yaris Rally1 | Toyota Gazoo Racing WRT     | P    |
| 6                          | Dani Sordo                  | Cándido Carrera            | Hyundai i20 N Rally1   | Hyundai Shell Mobis WRT     | P    |
| 7                          | Pierre-Louis Loubet         | Vincent Landais            | Ford Puma Rally1       | M-Sport Ford WRT            | P    |
| 8                          | Ott Tänak                   | Martin Järveoja            | Hyundai i20 N Rally1   | Hyundai Shell Mobis WRT     | P    |
| 9                          | Jourdan Serderidis          | Frédéric Miclotte          | Ford Puma Rally1       | M-Sport Ford WRT            | P    |
| 11                         | Thierry Neuville            | Martijn Wydaeghe           | Hyundai i20 N Rally1   | Hyundai Shell Mobis WRT     | P    |
| 16                         | Adrien Fourmaux             | Alexandre Coria            | Ford Puma Rally1       | M-Sport Ford WRT            | P    |
| 18                         | Takamoto Katsuta            | Aaron Johnston             | Toyota GR Yaris Rally1 | Toyota Gazoo Racing WRT NG  | P    |
| 33                         | Elfyn Evans                 | Scott Martin               | Toyota GR Yaris Rally1 | Toyota Gazoo Racing WRT     | P    |
| 42                         | Craig Breen                 | Paul Nagle                 | Ford Puma Rally1       | M-Sport Ford WRT            | P    |
| 44                         | Gus Greensmith              | Jonas Andersson            | Ford Puma Rally1       | M-Sport Ford WRT            | P    |
| 53                         | Armando Pereira             | Rémi Tutélaire             | Ford Fiesta WRC        | Armando Pereira             | P    |
| 69                         | Kalle Rovanperä             | Jonne Halttunen            | Toyota GR Yaris Rally1 | Toyota Gazoo Racing WRT     | P    |
| World Rally Championship 2 |                             |                            |                        |                             |      |
| 20                         | Yohan Rossel                | Valentin Sarreaud          | Citroën C3 Rally2      | PH Sport                    | P    |
| 21                         | Teemu Suninen               | Mikko Markkula             | Hyundai i20 N Rally2   | Hyundai Motorsport N        | P    |
| 22                         | Emil Lindholm               | Reeta Hämäläinen           | Škoda Fabia Rally2 Evo | Toksport WRT 2              | P    |
| 23                         | Kajetan Kajetanowicz        | Maciej Szczepaniak         | Škoda Fabia Rally2 Evo | Kajetan Kajetanowicz        | P    |
| 24                         | Nikolay Gryazin             | Konstantin Aleksandrov     | Škoda Fabia Rally2 Evo | Toksport WRT 2              | P    |
| 25                         | Jari Huttunen               | Mikko Lukka                | Ford Fiesta Rally2     | M-Sport Ford WRT            | P    |
| 26                         | Pepe López                  | Borja Rozada               | Hyundai i20 N Rally2   | Pepe López                  | P    |
| 27                         | Nil Solans                  | Axel Coronado Jiménez      | Hyundai i20 N Rally2   | Nil Solans                  | P    |
| 28                         | Jan Solans                  | Rodrigo Sanjuan de Eusebio | Citroën C3 Rally2      | Jan Solans                  | P    |
| 29                         | Alejandro Cachón            | "Jandrín"                  | Citroën C3 Rally2      | Alejandro Cachón            | P    |
| 30                         | Bruno Bulacia Wilkinson     | Carlos del Barrio          | Škoda Fabia Rally2 Evo | Bruno Bulacia Wilkinson     | P    |
| 31                         | Josh McErlean               | James Fulton               | Hyundai i20 N Rally2   | Josh McErlean               | P    |
| 32                         | Georg Linnamäe              | James Morgan               | Volkswagen Polo GTI R5 | ALM Motorsport              | P    |
| 34                         | Sami Pajari                 | Enni Mälkönen              | Škoda Fabia Rally2 Evo | Sami Pajari                 | P    |
| 35                         | Stéphane Sarrazin           | Jacques-Julien Renucci     | Volkswagen Polo GTI R5 | Stéphane Sarrazin           | P    |
| 36                         | Eduard Pons Suñe            | Alberto Chamorro           | Škoda Fabia Rally2 Evo | Eduard Pons Suñe            | P    |
| 37                         | Grégoire Munster            | Louis Louka                | Hyundai i20 N Rally2   | Grégoire Munster            | P    |
| 38                         | Johannes Keferböck          | Ilka Minor                 | Škoda Fabia Rally2 Evo | Johannes Keferböck          | P    |
| 39                         | Mikołaj Marczyk             | Szymon Gospodarczyk        | Škoda Fabia Rally2 Evo | Mikołaj Marczyk             | P    |
| 40                         | Mikko Heikkilä              | Samu Vaaleri               | Škoda Fabia Rally2 Evo | Mikko Heikkilä              | P    |
| 41                         | Fabrizio Zaldivar           | Marcelo Der Ohannesian     | Hyundai i20 N Rally2   | Hyundai Motorsport N        | P    |
| 43                         | Daniel Chwist               | Kamil Heller               | Škoda Fabia Rally2 Evo | Daniel Chwist               | P    |
| 45                         | Armin Kremer                | Ella Kremer                | Škoda Fabia Rally2 Evo | Armin Kremer                | P    |
| 46                         | Mauro Miele                 | Luca Beltrame              | Škoda Fabia Rally2 Evo | Mauro Miele                 | P    |
| 47                         | Jean-Michel Raoux           | Laurent Magat              | Volkswagen Polo GTI R5 | Jean-Michel Raoux           | P    |
| 48                         | Eamonn Boland               | "MJ"                       | Ford Fiesta Rally2     | Eamonn Boland               | P    |
| 49                         | Fabrizio Arengi Bentivoglio | Massimiliano Bosi          | Škoda Fabia Rally2 Evo | Fabrizio Arengi Bentivoglio | P    |
| 50                         | Patrick Déjean              | Yannick Jammes             | Citroën C3 Rally2      | Patrick Déjean              | P    |
| 51                         | Rakan Al-Rashed             | Hugo Magalhães             | Volkswagen Polo GTI R5 | Rakan Al-Rashed             | P    |
| 52                         | Luke Anear                  | Andrew Sarandis            | Ford Fiesta Rally2     | M-Sport Ford WRT            | P    |
| 54                         | Henk Vossen                 | Radboud van Hoek           | Ford Fiesta R5         | Henk Vossen                 | P    |
| 55                         | Filippo Marchino            | Pietro Elia Ometto         | Škoda Fabia R5         | Filippo Marchino            | P    |
| 56                         | Miguel Díaz-Aboitiz         | Jordi Hereu                | Škoda Fabia Rally2 Evo | Miguel Díaz-Aboitiz         | P    |
| World Rally Championship 3 |                             |                            |                        |                             |      |
| 57                         | Jan Černý                   | Petr Černohorský           | Ford Fiesta Rally3     | Jan Černý                   | P    |
| 58                         | Diego Domínguez Jr          | Rogelio Peñate             | Ford Fiesta Rally3     | Diego Dominguez Jr          | P    |
| 59                         | Lauri Joona                 | Mikael Korhonen            | Ford Fiesta Rally3     | Lauri Joona                 | P    |
| 60                         | Zoltán László               | Tamás Kürti                | Ford Fiesta Rally3     | Zoltán László               | P    |
| Fuente: ewrc-results.com   |                             |                            |                        |                             |      |

### Campeonato de Europa de Rally
| Num.                     | Piloto                   | Copiloto               | Automóvil              | Equipo                       |
| ------------------------ | ------------------------ | ---------------------- | ---------------------- | ---------------------------- |
| 101                      | Efrén Llarena            | Sara Fernández         | Škoda Fabia Rally2 evo | Team MRF Tyres               |
| 102                      | Yoann Bonato             | Benjamin Boulloud      | Citroën C3 Rally2      | Yoann Bonato                 |
| 103                      | Alberto Battistolli      | Simone Scattolin       | Škoda Fabia Rally2 evo | Alberto Battistolli          |
| 104                      | Javier Pardo Siota       | Adrián Pérez Fernández | Škoda Fabia Rally2 evo | Team MRF Tyres               |
| 105                      | Martin László            | Dávid Berendi          | Škoda Fabia Rally2 evo | Topp-Cars Rally Team         |
| 106                      | Xevi Pons                | Álex Haro              | Škoda Fabia Rally2 evo | Xevi Pons                    |
| 107                      | Joan Vinyes Dabad        | Jordi Mercader         | Suzuki Swift R4LLY S   | Suzuki Motor Ibérica         |
| 108                      | Alberto Monarri          | Borja Odriozola        | Suzuki Swift R4LLY S   | Suzuki Motor Ibérica         |
| 109                      | Anton Korzun             | Pavlo Kononov          | Ford Fiesta Rally3     | Anton Korzun                 |
| 110                      | Laurent Pellier          | Marine Pelamourgues    | Opel Corsa Rally4      | ADAC Opel Rallye Junior Team |
| 111                      | Andrea Mabellini         | Virginia Lenzi         | Renault Clio Rally4    | Toksport WRT                 |
| 112                      | Óscar Palomo Ortíz       | Ángel Luis Vela        | Peugeot 208 Rally4     | Rallye Team Spain            |
| 113                      | Diego Ruiloba            | Andrés Blanco          | Peugeot 208 Rally4     | VolanFapa                    |
| 114                      | Toni Herranen            | Sebastian Virtanen     | Ford Fiesta Rally4     | Toni Herranen                |
| 115                      | Roberto Daprà            | Luca Guglielmetti      | Ford Fiesta Rally4     | Roberto Daprà                |
| 116                      | Luís Morais              | Paulo Silva            | Peugeot 208 Rally4     | Luís Morais                  |
| 117                      | Iago Gabeiras Fraga      | Brais Mirón Carnés     | Peugeot 208 Rally4     | Iago Gabeiras Fraga          |
| 118                      | Nick Loof                | Pascal Raabe           | Ford Fiesta Rally4     | Nick Loof                    |
| 119                      | Adrià Serratosa Vilaseca | Eric Bellver Serrat    | Peugeot 208 Rally4     | Escudería Baix Empordá       |
| 120                      | Cristiana Oprea          | Alexia-Denisa Parteni  | Peugeot 208 R2         | Cristiana Oprea              |
| 121                      | Ryan Caldwell            | Grace O'Brien          | Ford Fiesta Rally4     | Ryan Caldwell                |
| Fuente: ewrc-results.com |                          |                        |                        |                              |

## Itinerario

### Campeonato Mundial de Rally
| Día                      | Tramo | Nombre                         | Distancia | Ganador de la etapa        | Automóvil              | Tiempo          | Líder de la general |
| ------------------------ | ----- | ------------------------------ | --------- | -------------------------- | ---------------------- | --------------- | ------------------- |
| Día 1 (20 de octubre)    | -     | Coll de la Teixeta (Shakedown) | 4.21 km   | Sébastien Ogier            | Toyota GR Yaris Rally1 | 2:40.1          | -                   |
| Día 2 (21 de octubre)    | SS1   | Els Omells - Maldà 1           | 11.05 km  | Kalle Rovanperä            | Toyota GR Yaris Rally1 | 5:16.1          | Kalle Rovanperä     |
| Día 2 (21 de octubre)    | SS2   | Serra de la Llena 1            | 11.79 km  | Kalle Rovanperä            | Toyota GR Yaris Rally1 | 6:41.0          | Kalle Rovanperä     |
| Día 2 (21 de octubre)    | SS3   | Les Garrigues Altes 1          | 22.64 km  | Sébastien Ogier            | Toyota GR Yaris Rally1 | 12:31.9         | Sébastien Ogier     |
| Día 2 (21 de octubre)    | SS4   | Riba-roja 1                    | 13.98 km  | Thierry Neuville           | Hyundai i20 N Rally1   | 8:41.0          | Thierry Neuville    |
| Día 2 (21 de octubre)    | SS5   | Els Omells - Maldà 2           | 11.05 km  | Sébastien Ogier            | Toyota GR Yaris Rally1 | 5:08.8          | Sébastien Ogier     |
| Día 2 (21 de octubre)    | SS6   | Serra de la Llena 2            | 11.79 km  | Kalle Rovanperä            | Toyota GR Yaris Rally1 | 6:47.2          | Sébastien Ogier     |
| Día 2 (21 de octubre)    | SS7   | Les Garrigues Altes 2          | 22.64 km  | Kalle Rovanperä            | Toyota GR Yaris Rally1 | 12:10.9         | Sébastien Ogier     |
| Día 2 (21 de octubre)    | SS8   | Riba-roja 2                    | 13.98 km  | Sébastien Ogier            | Toyota GR Yaris Rally1 | 8:41.0          | Sébastien Ogier     |
| Día 3 (22 de octubre)    | SS9   | Savallà 1                      | 13.93 km  | Thierry Neuville           | Hyundai i20 N Rally1   | 7:21.7          | Sébastien Ogier     |
| Día 3 (22 de octubre)    | SS10  | Querol - Les Pobles 1          | 20.19 km  | Sébastien Ogier            | Toyota GR Yaris Rally1 | 11:13.9         | Sébastien Ogier     |
| Día 3 (22 de octubre)    | SS11  | El Montmell 1                  | 24.18 km  | Tramo cancelado            | Tramo cancelado        | Tramo cancelado | Sébastien Ogier     |
| Día 3 (22 de octubre)    | SS12  | Savallà 2                      | 13.93 km  | Sébastien Ogier            | Toyota GR Yaris Rally1 | 7:23.7          | Sébastien Ogier     |
| Día 3 (22 de octubre)    | SS13  | Querol - Les Pobles 2          | 20.19 km  | Sébastien Ogier            | Toyota GR Yaris Rally1 | 11:14.7         | Sébastien Ogier     |
| Día 3 (22 de octubre)    | SS14  | El Montmell 2                  | 24.18 km  | Dani Sordo                 | Hyundai i20 N Rally1   | 12:06.1         | Sébastien Ogier     |
| Día 3 (22 de octubre)    | SS15  | Salou                          | 2.15 km   | Ott Tänak Thierry Neuville | Hyundai i20 N Rally1   | 2:27.1          | Sébastien Ogier     |
| Día 4 (23 de octubre)    | SS16  | Pratdip 1                      | 12.15 km  | Dani Sordo                 | Hyundai i20 N Rally1   | 7:04.8          | Sébastien Ogier     |
| Día 4 (23 de octubre)    | SS17  | Riudecanyes 1                  | 15.90 km  | Thierry Neuville           | Hyundai i20 N Rally1   | 10:06.6         | Sébastien Ogier     |
| Día 4 (23 de octubre)    | SS18  | Pratdip 2                      | 12.15 km  | Sébastien Ogier            | Toyota GR Yaris Rally1 | 7:00.7          | Sébastien Ogier     |
| Día 4 (23 de octubre)    | SS19  | Riudecanyes 2 (Power Stage)    | 15.90 km  | Sébastien Ogier            | Toyota GR Yaris Rally1 | 10:06.4         | Sébastien Ogier     |
| Fuente: ewrc-results.com |       |                                |           |                            |                        |                 |                     |

#### Power stage
El power stage fue una etapa de 15.90 km al final del rally. Se otorgaron puntos adicionales del Campeonato Mundial a los cinco más rápidos.
| Pos. | Piloto           | Copiloto         | Coche                  | Equipo                  | Tiempo  | Puntos |
| ---- | ---------------- | ---------------- | ---------------------- | ----------------------- | ------- | ------ |
| 1    | Sébastien Ogier  | Benjamin Veillas | Toyota GR Yaris Rally1 | Toyota Gazoo Racing WRT | 10:06.4 | 5      |
| 2    | Thierry Neuville | Martijn Wydaeghe | Hyundai i20 N Rally1   | Hyundai Shell Mobis WRT | +0.6    | 4      |
| 3    | Kalle Rovanperä  | Jonne Halttunen  | Toyota GR Yaris Rally1 | Toyota Gazoo Racing WRT | +1.8    | 3      |
| 4    | Ott Tänak        | Martin Järveoja  | Hyundai i20 N Rally1   | Hyundai Shell Mobis WRT | +2.5    | 2      |
| 5    | Dani Sordo       | Cándido Carrera  | Hyundai i20 N Rally1   | Hyundai Shell Mobis WRT | +3.7    | 1      |

### Campeonato de Europa de Rally
| Día                      | Tramo | Nombre                      | Distancia | Ganador de la etapa | Automóvil              | Tiempo          | Líder de la general |
| ------------------------ | ----- | --------------------------- | --------- | ------------------- | ---------------------- | --------------- | ------------------- |
| Día 1 (21 de octubre)    | SS1   | Els Omells - Maldà 1        | 11.05 km  | Efrén Llarena       | Škoda Fabia Rally2 evo | 5:57.6          | Efrén Llarena       |
| Día 1 (21 de octubre)    | SS2   | Serra de la Llena 1         | 11.79 km  | Yoann Bonato        | Citroën C3 Rally2      | 7:20.6          | Efrén Llarena       |
| Día 1 (21 de octubre)    | SS3   | Les Garrigues Altes 1       | 22.64 km  | Yoann Bonato        | Citroën C3 Rally2      | 13:11.9         | Yoann Bonato        |
| Día 1 (21 de octubre)    | SS4   | Riba-roja 1                 | 13.98 km  | Yoann Bonato        | Citroën C3 Rally2      | 9:12.7          | Yoann Bonato        |
| Día 1 (21 de octubre)    | SS5   | Els Omells - Maldà 2        | 11.05 km  | Efrén Llarena       | Škoda Fabia Rally2 evo | 5:30.8          | Yoann Bonato        |
| Día 1 (21 de octubre)    | SS6   | Serra de la Llena 2         | 11.79 km  | Yoann Bonato        | Citroën C3 Rally2      | 7:31.2          | Yoann Bonato        |
| Día 1 (21 de octubre)    | SS7   | Les Garrigues Altes 2       | 22.64 km  | Yoann Bonato        | Citroën C3 Rally2      | 13:10.9         | Yoann Bonato        |
| Día 1 (21 de octubre)    | SS8   | Riba-roja 2                 | 13.98 km  | Tramo cancelado     | Tramo cancelado        | Tramo cancelado | Yoann Bonato        |
| Día 2 (22 de octubre)    | SS9   | Savallà 1                   | 13.93 km  | Yoann Bonato        | Citroën C3 Rally2      | 8:23.0          | Yoann Bonato        |
| Día 2 (22 de octubre)    | SS10  | Querol - Les Pobles 1       | 20.19 km  | Yoann Bonato        | Citroën C3 Rally2      | 11:59.1         | Yoann Bonato        |
| Día 2 (22 de octubre)    | SS11  | El Montmell 1               | 24.18 km  | Efrén Llarena       | Škoda Fabia Rally2 evo | 12:56.3         | Yoann Bonato        |
| Día 2 (22 de octubre)    | SS12  | Savallà 2                   | 13.93 km  | Efrén Llarena       | Škoda Fabia Rally2 evo | 7:52.6          | Yoann Bonato        |
| Día 2 (22 de octubre)    | SS13  | Querol - Les Pobles 2       | 20.19 km  | Tramo cancelado     | Tramo cancelado        | Tramo cancelado | Yoann Bonato        |
| Día 2 (22 de octubre)    | SS14  | El Montmell 2 (Power Stage) | 24.18 km  | Efrén Llarena       | Škoda Fabia Rally2 evo | 12:54.6         | Yoann Bonato        |
| Fuente: ewrc-results.com |       |                             |           |                     |                        |                 |                     |

#### Power stage
El power stage fue una etapa de 24.18 km al final del rally. Se otorgaron puntos adicionales del campeonato europeo a los cinco más rápidos.
| Pos. | Piloto             | Copiloto               | Coche                  | Equipo               | Tiempo  | Puntos |
| ---- | ------------------ | ---------------------- | ---------------------- | -------------------- | ------- | ------ |
| 1    | Efrén Llarena      | Sara Fernández         | Škoda Fabia Rally2 evo | Team MRF Tyres       | 12:54.6 | 5      |
| 2    | Yoann Bonato       | Benjamin Boulloud      | Citroën C3 Rally2      | Yoann Bonato         | +5.2    | 4      |
| 3    | Martin László      | Dávid Berendi          | Škoda Fabia Rally2 evo | Topp-Cars Rally Team | +27.3   | 3      |
| 4    | Xevi Pons          | Álex Haro              | Škoda Fabia Rally2 evo | Xevi Pons            | +27.9   | 2      |
| 5    | Javier Pardo Siota | Adrián Pérez Fernández | Škoda Fabia Rally2 evo | Team MRF Tyres       | +29.7   | 1      |

## Clasificación final

### Campeonato Mundial de Rally
| World Rally Championship   | World Rally Championship | World Rally Championship   | World Rally Championship | World Rally Championship   | World Rally Championship | World Rally Championship | World Rally Championship |
| Pos.                       | Piloto                   | Copiloto                   | Automóvil                | Equipo                     | Neumático                | Tiempo                   | Puntos                   |
| -------------------------- | ------------------------ | -------------------------- | ------------------------ | -------------------------- | ------------------------ | ------------------------ | ------------------------ |
| 1                          | Sébastien Ogier          | Benjamin Veillas           | Toyota GR Yaris Rally1   | Toyota Gazoo Racing WRT    | P                        | 2:44:43.9                | 25                       |
| 2                          | Thierry Neuville         | Martijn Wydaeghe           | Hyundai i20 N Rally1     | Hyundai Shell Mobis WRT    | P                        | +16.4                    | 18                       |
| 3                          | Kalle Rovanperä          | Jonne Halttunen            | Toyota GR Yaris Rally1   | Toyota Gazoo Racing WRT    | P                        | +34.5                    | 15                       |
| 4                          | Ott Tänak                | Martin Järveoja            | Hyundai i20 N Rally1     | Hyundai Shell Mobis WRT    | P                        | +44.0                    | 12                       |
| 5                          | Dani Sordo               | Cándido Carrera            | Hyundai i20 N Rally1     | Hyundai Shell Mobis WRT    | P                        | +1:16.5                  | 10                       |
| 6                          | Elfyn Evans              | Scott Martin               | Toyota GR Yaris Rally1   | Toyota Gazoo Racing WRT    | P                        | +1:51.1                  | 8                        |
| 7                          | Takamoto Katsuta         | Aaron Johnston             | Toyota GR Yaris Rally1   | Toyota Gazoo Racing WRT NG | P                        | +2:19.1                  | 6                        |
| 8                          | Adrien Fourmaux          | Alexandre Coria            | Ford Puma Rally1         | M-Sport Ford WRT           | P                        | +2:38.4                  | 4                        |
| 9                          | Craig Breen              | Paul Nagle                 | Ford Puma Rally1         | M-Sport Ford WRT           | P                        | +2:43.0                  | 2                        |
| 10                         | Pierre-Louis Loubet      | Vincent Landais            | Ford Puma Rally1         | M-Sport Ford WRT           | P                        | +3:25.1                  | 1                        |
| World Rally Championship 2 |                          |                            |                          |                            |                          |                          |                          |
| 1 (11.)                    | Teemu Suninen            | Mikko Markkula             | Hyundai i20 N Rally2     | Hyundai Motorsport N       | P                        | 2:54:29.6                | 25                       |
| 2 (12.)                    | Yohan Rossel             | Valentin Sarreaud          | Citroën C3 Rally2        | PH Sport                   | P                        | +32.5                    | 18                       |
| 3 (13.)                    | Nikolay Gryazin          | Konstantin Aleksandrov     | Škoda Fabia Rally2 Evo   | Toksport WRT 2             | P                        | +53.3                    | 15                       |
| 4 (14.)                    | Emil Lindholm            | Reeta Hämäläinen           | Škoda Fabia Rally2 Evo   | Toksport WRT 2             | P                        | +1:32.6                  | 12                       |
| 5 (15.)                    | Jari Huttunen            | Mikko Lukka                | Ford Fiesta Rally2       | M-Sport Ford WRT           | P                        | +1:57.1                  | 10                       |
| 6 (16.)                    | Kajetan Kajetanowicz     | Maciej Szczepaniak         | Škoda Fabia Rally2 Evo   | Kajetan Kajetanowicz       | P                        | +2:10.5                  | 8                        |
| 7 (17.)                    | Sami Pajari              | Enni Mälkönen              | Škoda Fabia Rally2 Evo   | Sami Pajari                | P                        | +2:52.6                  | 6                        |
| 8 (18.)                    | Fabrizio Zaldivar        | Marcelo Der Ohannesian     | Hyundai i20 N Rally2     | Hyundai Motorsport N       | P                        | +3:24.5                  | 4                        |
| 9 (19.)                    | Jan Solans               | Rodrigo Sanjuan de Eusebio | Citroën C3 Rally2        | Jan Solans                 | P                        | +3:30.6                  | 2                        |
| 10 (20.)                   | Mikołaj Marczyk          | Szymon Gospodarczyk        | Škoda Fabia Rally2 Evo   | Mikołaj Marczyk            | P                        | +3:49.0                  | 1                        |
| World Rally Championship 3 |                          |                            |                          |                            |                          |                          |                          |
| 1 (30.)                    | Lauri Joona              | Mikael Korhonen            | Ford Fiesta Rally3       | Lauri Joona                | P                        | 3:04:36.1                | 25                       |
| 2 (31.)                    | Jan Černý                | Petr Černohorský           | Ford Fiesta Rally3       | Jan Černý                  | P                        | +9.0                     | 18                       |
| 3 (37.)                    | Diego Domínguez Jr       | Rogelio Peñate             | Ford Fiesta Rally3       | Diego Dominguez Jr         | P                        | +5:44.8                  | 15                       |
| 4 (49.)                    | Zoltán László            | Tamás Kürti                | Ford Fiesta Rally3       | Zoltán László              | P                        | +18:05.4                 | 12                       |
| Fuente: ewrc-results.com   |                          |                            |                          |                            |                          |                          |                          |

### Campeonato de Europa de Rally
| Pos.                     | Piloto              | Copiloto               | Automóvil              | Equipo                       | Tiempo    | Puntos  |
| General                  | General             | General                | General                | General                      | General   | General |
| ------------------------ | ------------------- | ---------------------- | ---------------------- | ---------------------------- | --------- | ------- |
| 1                        | Yoann Bonato        | Benjamin Boulloud      | Citroën C3 Rally2      | Yoann Bonato                 | 1:56:20.0 | 30      |
| 2                        | Efrén Llarena       | Sara Fernández         | Škoda Fabia Rally2 evo | Team MRF Tyres               | +13.8     | 24      |
| 3                        | Javier Pardo Siota  | Adrián Pérez Fernández | Škoda Fabia Rally2 evo | Team MRF Tyres               | +2:30.4   | 21      |
| 4                        | Xevi Pons           | Álex Haro              | Škoda Fabia Rally2 evo | Xevi Pons                    | +3:43.4   | [ n 1 ] |
| 5                        | Martin László       | Dávid Berendi          | Škoda Fabia Rally2 evo | Topp-Cars Rally Team         | +4:18.5   | 19      |
| 6                        | Laurent Pellier     | Marine Pelamourgues    | Opel Corsa Rally4      | ADAC Opel Rallye Junior Team | +6:06.7   | 17      |
| 7                        | Alberto Monarri     | Borja Odriozola        | Suzuki Swift R4LLY S   | Suzuki Motor Ibérica         | +6:07.7   | 15      |
| 8                        | Joan Vinyes Dabad   | Jordi Mercader         | Suzuki Swift R4LLY S   | Suzuki Motor Ibérica         | +8:22.2   | 13      |
| 9                        | Alberto Battistolli | Simone Scattolin       | Škoda Fabia Rally2 evo | Alberto Battistolli          | +8:32.8   | 11      |
| 10                       | Andrea Mabellini    | Virginia Lenzi         | Renault Clio Rally4    | Toksport WRT                 | +8:46.7   | 9       |
| 11                       | Roberto Daprà       | Luca Guglielmetti      | Ford Fiesta Rally4     | Roberto Daprà                | +10:53.5  | 7       |
| 12                       | Óscar Palomo Ortíz  | Ángel Luis Vela        | Peugeot 208 Rally4     | Rallye Team Spain            | +10:55.2  | 5       |
| 13                       | Toni Herranen       | Sebastian Virtanen     | Ford Fiesta Rally4     | Toni Herranen                | +15:28.3  | 4       |
| Fuente: ewrc-results.com |                     |                        |                        |                              |           |         |

## Clasificaciones tras el rally

### Campeonato Mundial de Rally
| Posición | Piloto           | Puntos | Cambios de posición |
| -------- | ---------------- | ------ | ------------------- |
| 1        | Kalle Rovanperä  | 255    | Sin cambios         |
| 2        | Ott Tänak        | 187    | Sin cambios         |
| 3        | Thierry Neuville | 166    | Sin cambios         |
| 4        | Elfyn Evans      | 124    | Sin cambios         |
| 5        | Takamoto Katsuta | 106    | Sin cambios         |

| Posición | Equipo                     | Puntos | Cambios de posición |
| -------- | -------------------------- | ------ | ------------------- |
| 1        | Toyota Gazoo Racing WRT    | 503    | Sin cambios         |
| 2        | Hyundai Shell Mobis WRT    | 410    | Sin cambios         |
| 3        | M-Sport Ford WRT           | 238    | Sin cambios         |
| 4        | Toyota Gazoo Racing WRT NG | 122    | Sin cambios         |

### Campeonato de Europa de Rally
| Posición | Piloto             | Puntos | Cambios de posición |
| -------- | ------------------ | ------ | ------------------- |
| 1        | Efrén Llarena      | 166    | Sin cambios         |
| 2        | Javier Pardo Siota | 98     | Crecimiento         |
| 3        | Yoann Bonato       | 88     | Crecimiento         |
| 4        | Simone Tempestini  | 79     | Decrecimiento       |
| 5        | Nil Solans         | 70     | Decrecimiento       |

| Posición | Equipo                       | Puntos | Cambios de posición |
| -------- | ---------------------------- | ------ | ------------------- |
| 1        | Team MRF Tyres               | 332    | Sin cambios         |
| 2        | Toksport WRT                 | 221    | Sin cambios         |
| 3        | ADAC Opel Rallye Junior Team | 195    | Sin cambios         |
| 4        | Rally Team Spain             | 175    | Sin cambios         |
| 5        | Suzuki Motor Ibérica         | 103    | Sin cambios         |